# ارنستو دوچینی
ارنستو دوچینی (اسپانیایی: Ernesto Duchini‎; ۱۰ نوامبر ۱۹۱۰ – ۱۹ مارس ۲۰۰۶) بازیکن و مربی فوتبال اهل آرژانتین بود.